# Teri Shields
Theresia Anna Lilian Maria "Teri" Shields (nhũ danh Schmon; 1 tháng 8 năm 1933  – 31 tháng 10 năm 2012) là một nữ diễn viên, nhà sản xuất phim, người nổi tiếng trong xã hội và người mẫu người Mỹ.